# Römisches Brandgräberfeld Wallersheim
Koordinaten: 50° 11′ 39″ N, 6° 31′ 59″ O
Das Römische Brandgräberfeld Wallersheim ist ein römisches Grabfeld in der Ortsgemeinde Wallersheim im Eifelkreis Bitburg-Prüm in Rheinland-Pfalz.

## Beschreibung
Das Brandgräberfeld befindet sich südlich von Wallersheim am östlichen Ortsende des Weilers Loch.
Die Brandgräber stammen aus der ersten Hälfte des 2. Jahrhunderts n. Chr. und somit aus der Zeit der Römer.

## Archäologische Befunde
Das Brandgräberfeld wurde erstmals im Jahre 1910 entdeckt und bei Arbeiten zerstört. Das Rheinische Landesmuseum Trier konnte fünf der aufgefundenen Brandgräber erwerben, weitere Funde gelangten allerdings in den Handel und sind verschollen. Anhand der Funde konnte das Museum eine Datierung des Grabinventars in die Zeit der Flavier sowie in die erste Hälfte des 2. Jahrhunderts n. Chr. vornehmen. Bekannte Beigaben sind mehrere Asse, Scharnierflügelfibeln mit verzinntem Bügel sowie Keramik. Bemerkenswert ist der Fund von Gefäßen aus dunkelbraunem Ton mit weißen Einsprengungen und einer gerauten Oberfläche. Diese Gattung der Keramik stammt vermutlich schon aus frührömischer Zeit.

## Erhaltungszustand und Denkmalschutz
Die Brandgräber wurden teilweise bei Arbeiten zerstört und anschließend geborgen, sodass sie heute nicht mehr vor Ort erhalten sind. Das Brandgräberfeld befindet sich heute unmittelbar an dem bebauten Gebiet des Weilers Loch in einer landwirtschaftlich genutzten Fläche.
Das Brandgräberfeld ist als eingetragenes Kulturdenkmal im Sinne des Denkmalschutzgesetzes des Landes Rheinland-Pfalz (DSchG) unter besonderen Schutz gestellt. Nachforschungen und gezieltes Sammeln von Funden sind genehmigungspflichtig, Zufallsfunde an die Denkmalbehörden zu melden.